# Homonoides
Homonoides là một chi bướm đêm thuộc phân họ Tortricinae của họ Tortricidae.

## Các loài
- Homonoides euryplaca (Meyrick, 1933)